# Centrum Le Corbusiera
Centrum Le Corbusiera (także: Heidi Weber Museum – Centre Le Corbusier, Pavillon Le Corbusier) – modernistyczny pawilon wystawienniczo-muzealny zlokalizowany w Zurychu, na terenie Parku Chińskiego, w sąsiedztwie Museum Bellerive, nad wschodnim brzegiem Jeziora Zuryskiego, przy Bellerivstrasse. Budynek stanowił ostatnią realizację Le Corbusiera.

## Historia

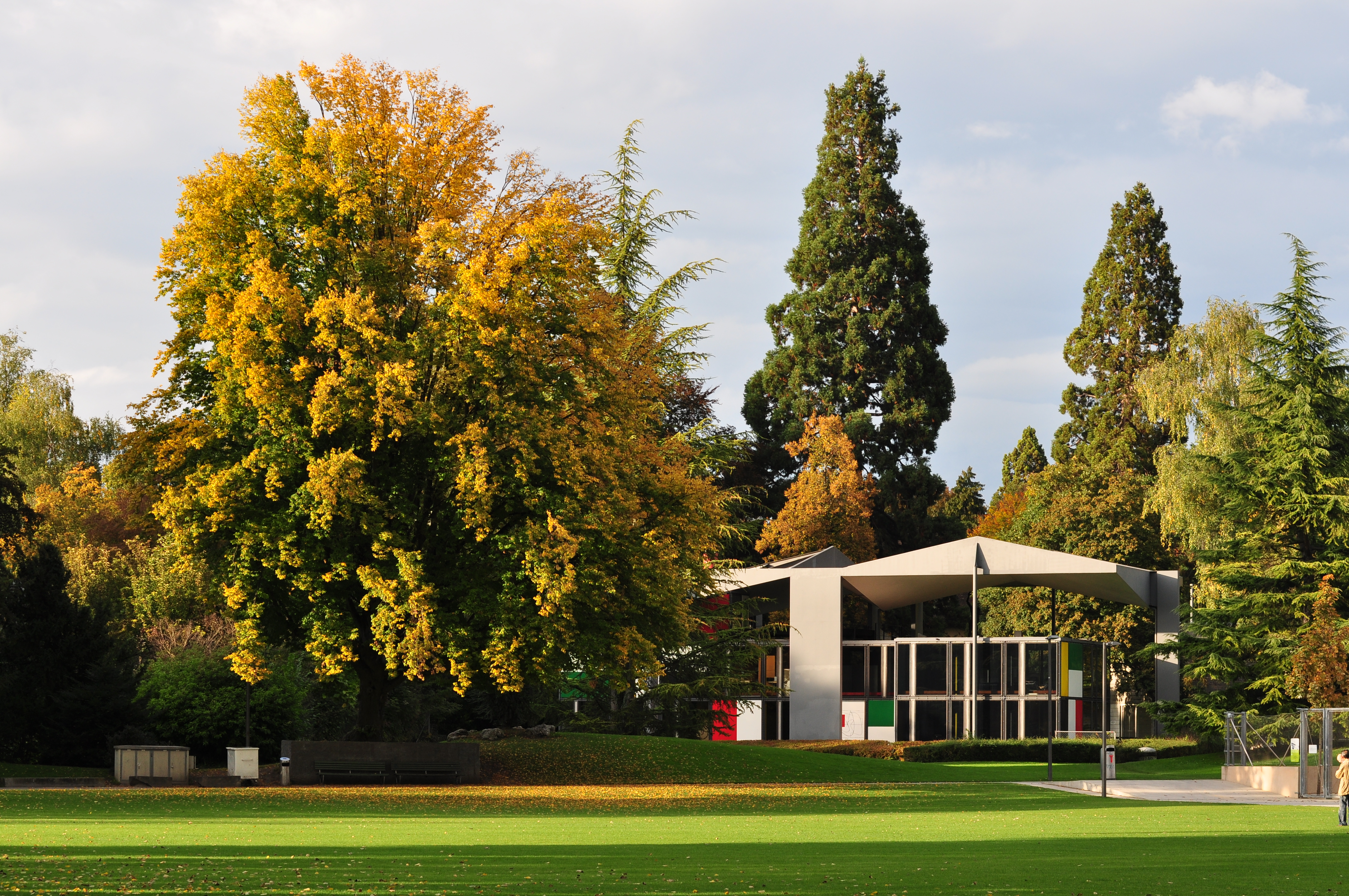
Fragment Parku Chińskiego z bryłą Centrum

Budynek oddano do użytku w 1967 (prace budowlane rozpoczęto w 1961). Stanowił on tzw. Gesamtkunstwerk, czyli „totalne dzieło sztuki”, zamykające w sobie całą ideę architektoniczną i zasady sztuki głoszone przez Le Corbusiera. Konstrukcja składa się w całości ze szkła i stali. Le Corbusier zrealizował tutaj swoją koncepcję syntezy architektury, życia i sztuki w prawdziwym życiu. Pawilon został zaprojektowany w całości według systemu Modulor, tj. antropometrycznej skali proporcji opracowanej przez Le Corbusiera w oparciu o ludzkie ciało i złoty podział.
Powstanie budynku zostało zainspirowane przez projektantkę wnętrz i właścicielkę galerii, Heidi Weber. Była ona wieloletnią przyjaciółką architekta, poznawszy go za pośrednictwem wspólnej znajomej, architekt Eileen Gray. Przekonała Le Corbusiera do zaprojektowania tego budynku w 1960. Sfinansowała jego budowę z własnych środków i mimo wielu trudności doprowadziła projekt do końca. Otwarła go 15 lipca 1967, jako Centre Le Corbusier – Heidi Weber Museum. Weber pozostawała kuratorką muzeum przez pięćdziesiąt lat. W tym okresie zorganizowała liczne wystawy, w tym takie, które popularyzowały idee Le Corbusiera jako syntezę życia i sztuki. Od 2019 pawilon jest prowadzony jako muzeum publiczne przez Museum für Gestaltung, na zlecenie miasta Zurych. Jego generalny remont odbył się w latach 2017–2019. Renowację zlecono architektom Silvio Schmedowi i Arthurowi Rüeggowi. Za 5,4 miliona franków przywrócono budynkowi oryginalny wygląd.

## Architektura i wystawa

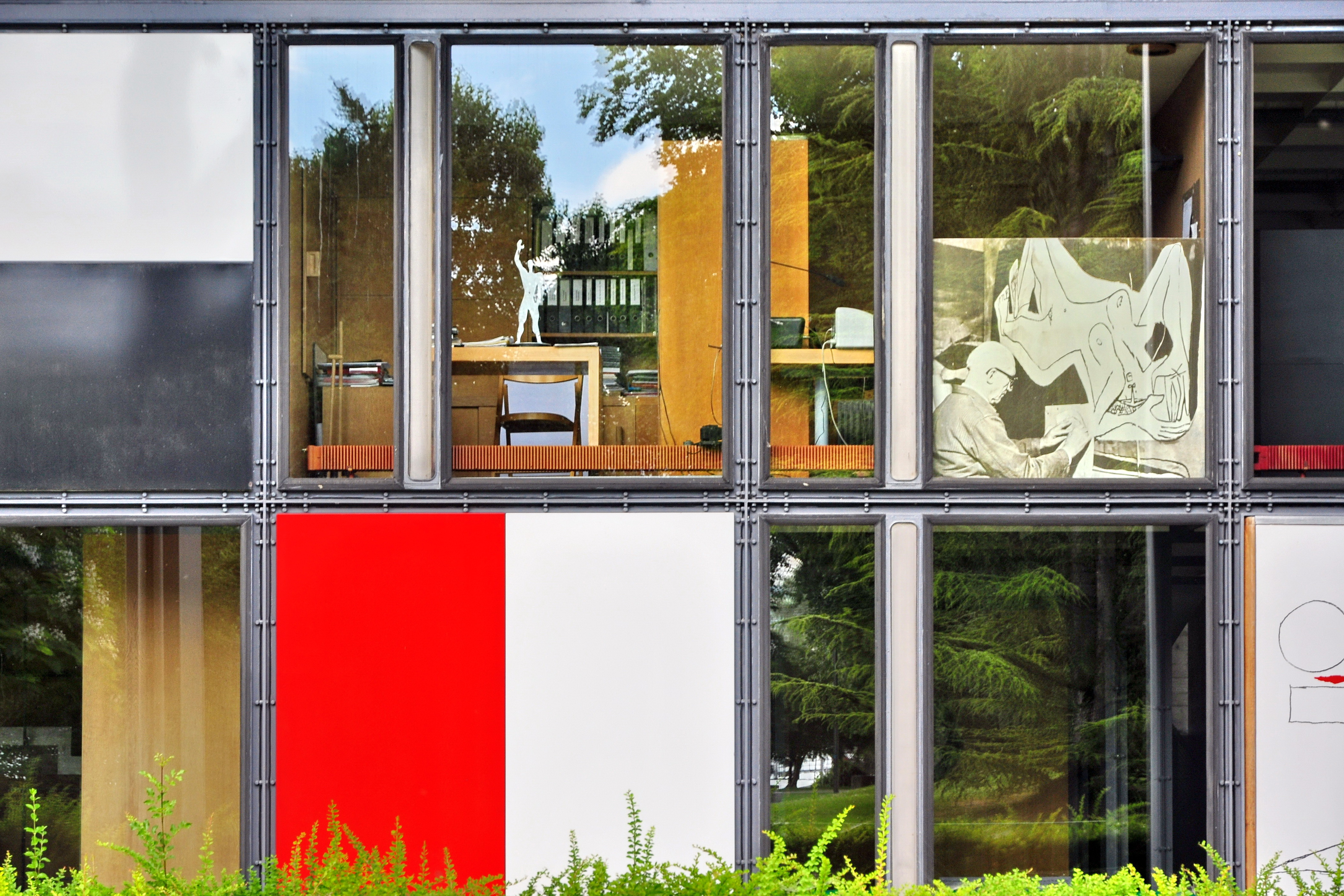
Detal ściany

Le Corbusier pierwotnie zamierzał zbudować pawilon z betonu, ale Weber przekonała go, by zamiast tego zbudował go ze szkła i stali – materiałów, dla których stał się ikoną. Obiekt jest zwieńczony „pływającym” stalowym baldachimem, który tworzy kontrast między solidnością a nieważkością. Odwiedzających wchodzących do pawilonu wita dokładna replika instalacji Le Corbusiera z 1931 Les arts dits primitifs dans la maison d'aujourd'hui, w której jego obrazy są umieszczone obok ceramicznego elementu z okresu peruwiańskiego państwa Chimú, wiklinowego krzesła, cegły, kawałka szkła, brązowej figurki z Beninu, a także obrazu Fernanda Légera. W jednym z narożników parteru znajduje się modułowa kuchnia wykonana z drewna i chromu, z oknem wychodzącym na rozległy ogród, który łagodnie opada do Jeziora Zuryskiego. Wolnostojące betonowe schody (obiekt o charakterze rzeźbiarskim) prowadzą do piwnicy, gdzie zgromadzono pięćdziesiąt oryginalnych dzieł Le Corbusiera. Wyświetlany jest tu, nakręcony w technice 16 mm, film ukazujący życie architekta. W piwnicy jest też mała biblioteka tematyczna.
Na piętrze stoją m.in. krzesła Thonet obok fotela Le Corbusiera LC2 i szezlongu LC4 Chaise Lounge, zaprojektowanego wspólnie z Charlotte Perriand i Pierrem Jeanneretem. Stała wystawa przedstawia 17 zdjęć szwajcarskiego fotografa René Burri, przedstawiających sceny z codziennego życia Le Corbusiera. W całym pawilonie wystawa Mon Univers prezentuje prace z kolekcji artysty: obrazy, ceramikę, rzeźby i inne przedmioty, tworząc swoisty dialog pomiędzy jego pasjami. Taras widokowy skierowany na jezioro i miasto został przykryty stalowym dachem w formie dwóch parasoli, wklęsłego i wypukłego. Budynek ma w sumie cztery kondygnacje.
Obiekt jest otwarty od maja do listopada (z zewnątrz dostępny przez cały rok). Pod egidą Museum für Gestaltung odbywają się tutaj wystawy czasowe, wydarzenia i warsztaty, w tym także poświęcone osobie i dziełu Le Corbusiera (co najmniej jedna rocznie). Muzeum oferuje także specjalne programy edukacyjne dla klas szkolnych i małych dzieci.

## Galeria

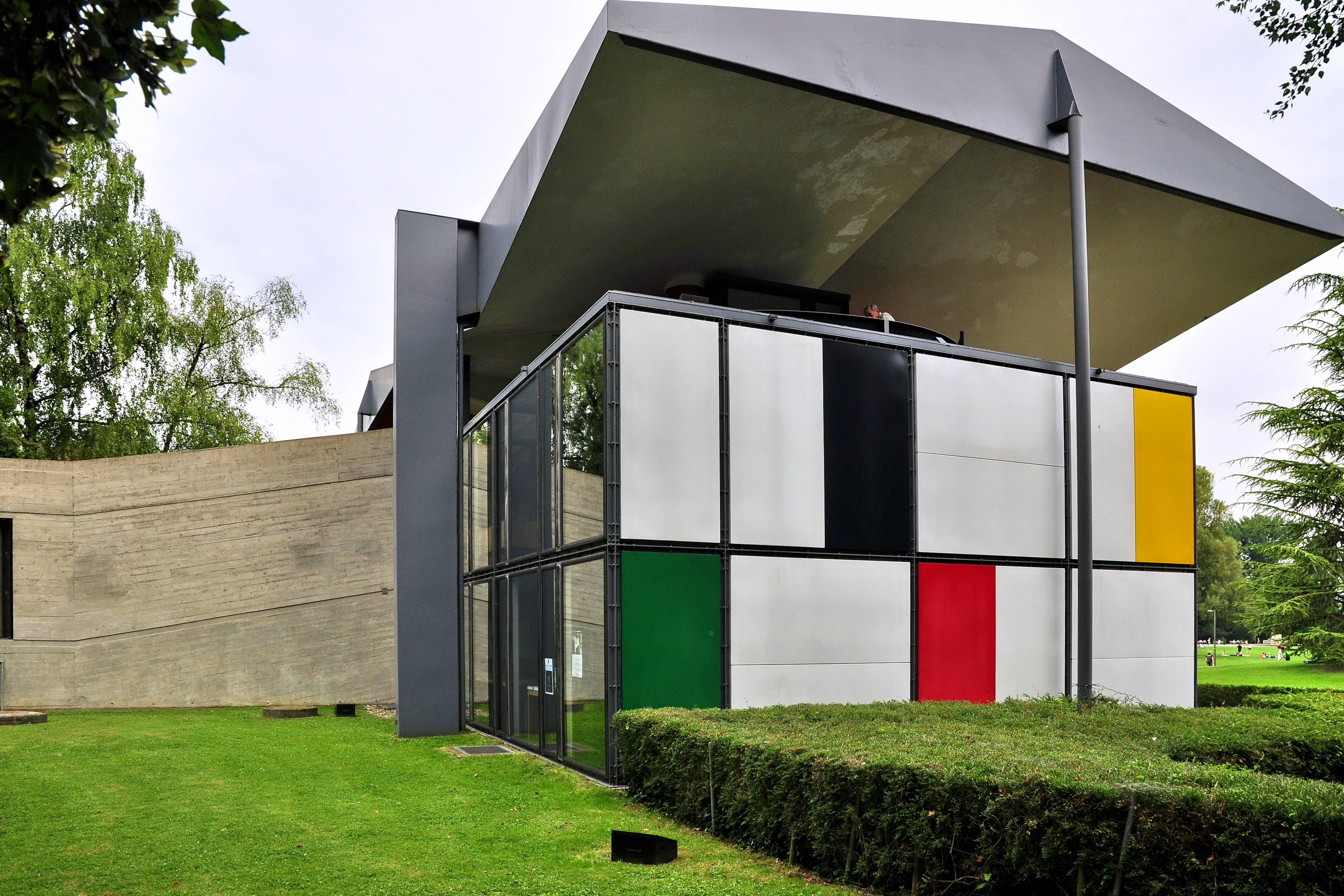
Fragment elewacji
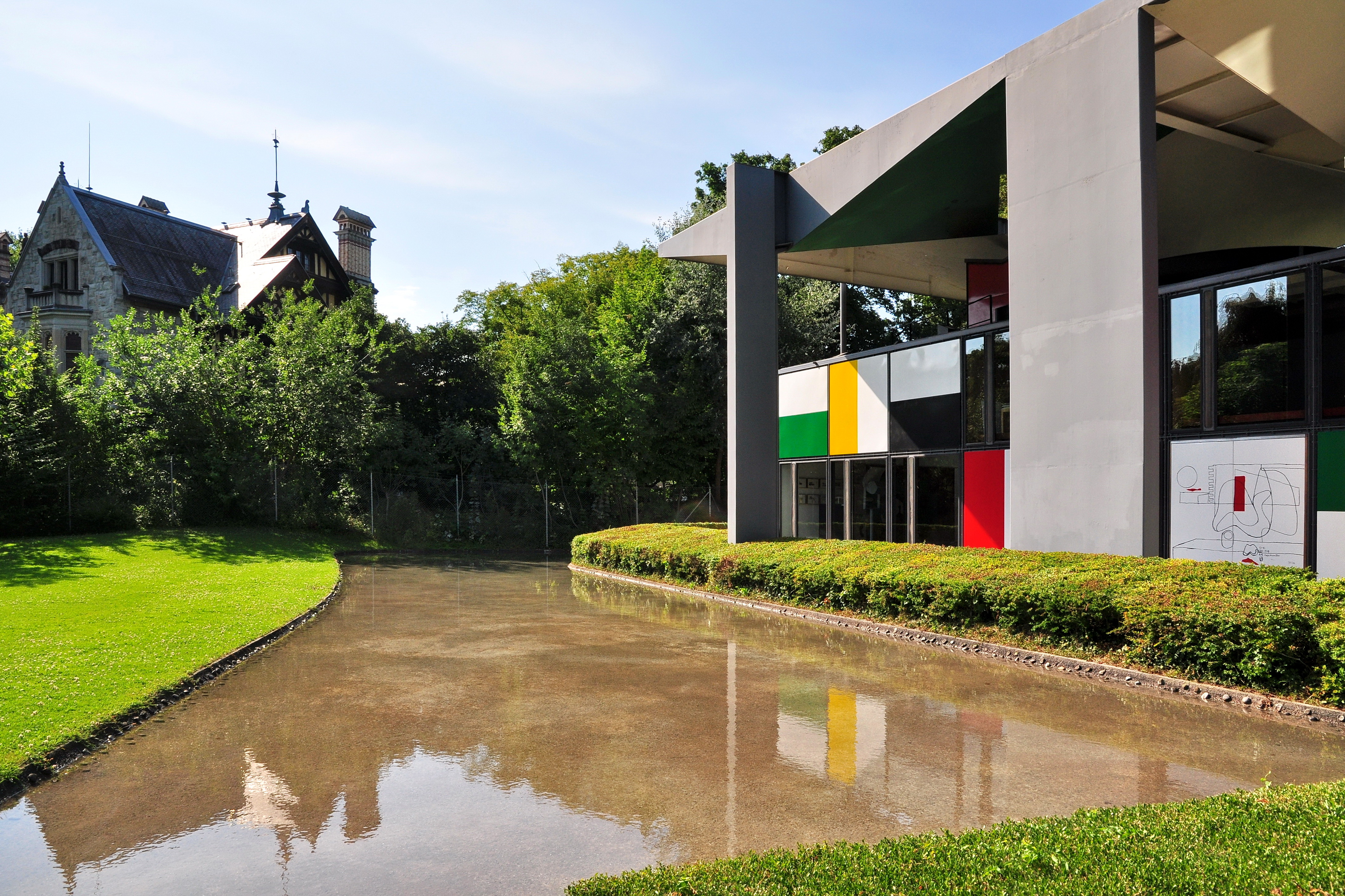
Sadzawka
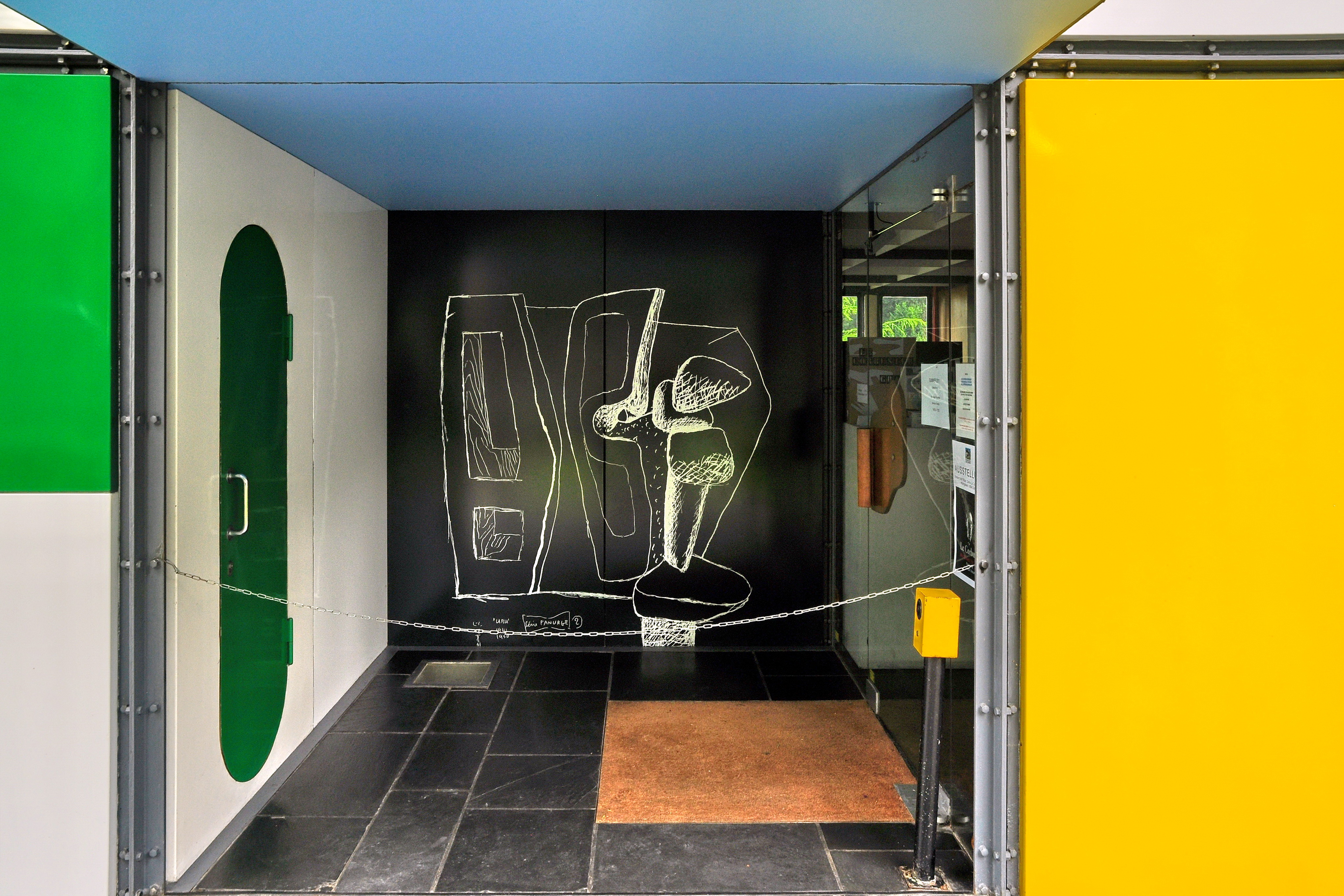
Wejście
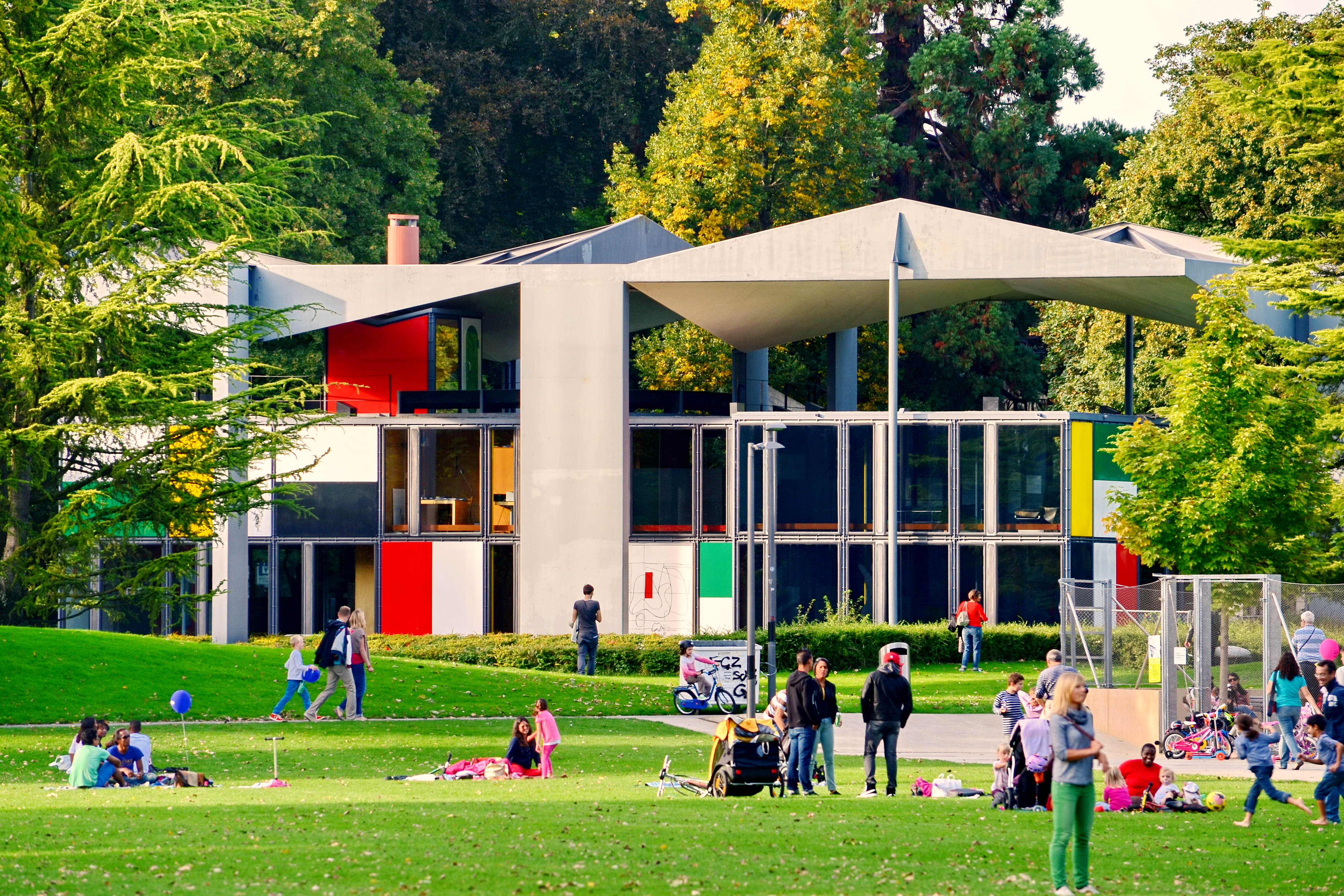
Obiekt na tle parku